# Lutjanus rufolineatus
Lutjanus rufolineatus és una espècie de peix de la família dels lutjànids i de l'ordre dels perciformes.

## Morfologia
- Els mascles poden assolir 20 cm de longitud total.[4][5]

## Hàbitat
És un peix marí de clima tropical i associat als esculls de corall que viu entre 8-50 m de fondària.

## Distribució geogràfica
Es troba a les Maldives i des del sud del Japó fins a Indonèsia, el nord d'Austràlia, Samoa i Tonga.